# بخش لو ویژان
بخش لو ویژان (به فرانسوی: Arrondissement du Vigan) یک بخش در فرانسه است که در گار واقع شده‌است.